# ویکتور پلوین
ویکتور پلوین (به انگلیسی: Olegovich Pelevin) (متولد ۲۲ نوامبر ۱۹۶۲ در روسیه) نویسنده روس تبار است.
وی نویسنده رمان‌های اومون را، بی اعتبار، و نسل پای است.
پلوین جوایز زیادی از جمله جایزه بوکر روسی کوچک در سال ۱۹۹۳ و جایزه پرفروش‌ترین روسیه در سال ۲۰۰۴ را برای کتاب‌هایش دریافت کرده‌است.

## زندگی‌نامه
ویکتور پلوین در ۲۲ نوامبر ۱۹۶۲ در مسکو و در یک بخش نظامی به دنیا آمد. در سال ۱۹۷۹ از مدرسه نخبگان و در سال ۱۹۸۵ در رشته مهندسی برق فارغ‌التحصیل شد و در همان سال در گروه حمل و نقل برق به عنوان مهندس استخدام گردید. وی در سال ۲۰۰۰ ازدواج کرد و هم‌اکنون در مسکو زندگی می‌کند.

## حرفه ادبی
پلوین در سال ۱۹۹۲ اولین مجموعه داستان خود را به نام فانوس آبی منتشر کرد. یک سال بعد جایزه بوکر کوچک روسیه را دریافت کرد. در سال ۱۹۹۴ جایزه حلزون برونزی را دریافت کرد.

در ماه مارس ۱۹۹۲ پلوین اولین رمان خود اومون را، را منتشر ساخت. این رمان مورد توجه منتقدان ادبی قرار گرفت و نامزد دریافت جایزه بوکر شد.
در ماه آوریل ۱۹۹۳ رمان در زندگی حشرات را منتشر کرد. در سال ۱۹۹۷ رمان علمی تخیلی سرگردان موفق به کسب جایزه ادبی روسیه شد. رمان نسل پای وی که در سال ۱۹۹۹ منتشر شد، بیش از ۳٫۵ میلیون نسخه در جهان به فروش رفت و همچنین جایزه ریچارد آلمان را برای وی به ارمغان آورد.

## آثار

### رمان
- ۱۹۹۲ : اومون را
- ۱۹۹۳ : زندگی حشرات
- ۱۹۹۶ : انگشت کوچک بودا
- ۱۹۹۹ : زندگی پای
- ۲۰۰۴ : شماره
- ۲۰۰۴ : کتاب مقدس گرگینه
- ۲۰۰۵ : کلاه ترسناک
- ۲۰۰۶ : امپراتوری
- ۲۰۰۹ : تی
- ۲۰۱۱ : انفیه
- ۲۰۱۳ : بتمن آپولو
- ۲۰۲۷ : اولولری قبریستاندا باستیرین

### مجموعه داستان‌های کوتاه
- ۱۹۹۰ : زاهد گوشه نشین
- ۱۹۹۱ : فانوس آبی و داستانهای دیگر
- ۱۹۹۲ : برنامه ریزی شاهزاده
- ۲۰۰۱ : فلش زرد
- ۲۰۰۸ : آهنگ وداع از کوتوله سیاسی
- ۲۰۱۰ : آب آناناس برای بانوی نمایشگاه